# Tuyến Keiō Mới
Tuyến Keiō Mới  (京王新線 (Kinh Vương tân tuyến) Keiō Shinsen) là tuyến đường sắt dài 3,6 km kết nối Tuyến Keiō của Tổng công ty Keiō từ Ga Sasazuka ở Shibuya đến Ga Shinjuku với dịch vụ thông qua Tuyến Shinjuku của Cục Giao thông Tōkyō. Tuyến mở cửa vào ngày 30 tháng 10 năm 1978.

## Hoạt động
Tuyến Keio Mới nằm song song với Tuyến Keiō chính dọc theo Cao tốc Kōshū (Kōshū Kaidō) trên một đường sâu hơn dưới đất. Ngoại trừ một đoạn ngắn ngay trước ga Sasazuka, toàn bộ tuyến này đều nằm dưới lòng đất.
Vì tuyến được xây dựng theo tiêu chuẩn đường sắt thông thường chứ không phải chuẩn tàu điện ngầm nên chỉ những chuyến tàu có thiết kế đặc biệt mới có thể đi dọc theo Tuyến Keio Mới. Tuy nhiên, do các toa tàu loại mới được thiết kế để có thể hoạt động trên cả đường ray nổi lẫn ngầm nên không có vấn đề thực sự về sự khác biệt trên. Tất cả các chuyến tàu hoạt động ở phía tây ga Sasazuka đều đến từ và đi tới ga Shinjuku. Trong các sự kiện tại Trường đua ngựa Tokyo, còn có các chuyến tốc hành chạy từ ga Fuchūkeiba-seimommae đến ga Shinjuku.
Tuyến Keio Mới có cùng nền tảng với tuyến Toei Shinjuku tại ga Shinjuku. Từ đây tàu đi theo hướng Tây Tây Nam. Tại ga Hatsudai, ga đi hướng tây có hai tầng ngầm, trong khi ga đi hướng đông có ba tầng ngầm (Cả hai sân ga đều ở phía bắc nhà ga.) Tại Ga Hatagaya, cả hai sân ga đều là hai tầng ngầm, với các sân ga ở hai bên của hai đường ray trung tâm. Từ nhà ga này, tuyến Keio Mới tách khỏi Kōshū Kaidō và đi tới phía Tuyến Keiō xa hơn về phía nam. Tuyến Keiō đi song song với bên ngoài của Tuyến Mới trên một cầu cạn trên cao, qua Tỉnh lộ 420 (Nakano Dori) cho đến ga Sasazuka.

## Các ga
Mặc dù có tới bốn loại tàu chạy dọc theo đoạn Tuyến (địa phương, tàu nhanh, bán tốc hành và tốc hành), tất cả các chuyến tàu trong Tuyến Keiō Mới đều dừng ở mọi ga.
| Số                                                                                     | Ga                          | Ga                                | km  | Kết nối | Khu      |
| -------------------------------------------------------------------------------------- | --------------------------- | --------------------------------- | --- | --- | -------- |
| ↑ Tàu chở suốt chạy tới/từ STuyến Toei Shinjuku đến Moto-Yawata ↑                      |                             |                                   |     | |          |
|                                                                                        | Shinjuku(New Line Shinjuku) | 新宿 (新線新宿 Tân tuyến tân túc) | 0.0 | - JC Tuyến Chuo (Tàu nhanh) - JB Tuyến Chuo-Sobu - JY Tuyến Yamanote - JA Tuyến Saikyo Line - JS Tuyến Shonan Shinjuku - M Tuyến Tōkyō Metro Marunouchi (M-08) - E TuyếnToei Oedo (E-27) (Shinjuku-Nishiguchi (E-01)) - S Tuyến Toei Shinjuku(S-01) - Tuyến Odakyu Odawara - Tuyến Seibu Shinjuku (Seibu-Shinjuku) | Shinjuku |
|                                                                                        | Hatsudai                    | 初台 Sơ đài                       | 1.7 | | Shibuya  |
|                                                                                        | Hatagaya                    | 幡ヶ谷                            | 2.7 | | Shibuya  |
|                                                                                        | Sasazuka                    | 笹塚                              | 3.6 | Tuyến Keiō | Shibuya  |
| ↓ Tàu chở suốt chạy tới/từ Tuyến Keiō đến Hashimoto, Takaosanguchi, và Keio-Hachioji ↓ |                             |                                   |     | |          |

## Lịch sử
Tuyến Keio Mới bắt đầu hoạt động vào ngày 30 tháng 10 năm 1978. Với việc hoàn thành phân đoạn cuối cùng của Tuyến Toei Shinjuku, các hoạt động dịch vụ chính thức đi vào hoạt động từ ngày 30 tháng 3 năm 1980.